# Celso Gilberto de Oliveira
Celso Gilberto de Oliveira (26 de junho de 1970 - 30 de dezembro de 1970) foi um corretor de imóveis e participante da Vanguarda Popular Revolucionária (VPR), grupo de luta armada de extrema-esquerda contra a ditadura militar brasileira. Celso desapareceu, em dezembro de 1970, após sua prisão por agentes do Centro de Informação da Aeronáutica (CISA), ele foi entregue ao Doi-Codi do I Exército. Até hoje não se tem a data exata de sua morte.

## Biografia
Celso Gilberto nasceu em Porto Alegre (RS) no dia 26 de junho de 1945. Era filho de Julieta Pedroso de Oliveira e João Adelino de Oliveira. E tinha um irmão mais velho, Sérgio Roberto de Oliveira. Celso era solteiro. Tinha a profissão de corretor de imóveis e também militante da Vanguarda Popular Revolucionária (VPR) contra o governo militar brasileiro.
Na sua juventude participou do VPR e usava o nome falso de "Alan" ou "Ricardo". Desapareceu no regime da ditadura brasileira, no dia 30 de dezembro de 1970, no Rio de Janeiro, com 25 anos de idade.Seu desaparecimento foi constatado após sua prisão. O gaúcho foi preso entre os dia 09 e 10 de dezembro, pelo Centro de Informação da Aeronáutica (CISA), acusado de um suposto envolvimento no sequestro do embaixador suíço Giovanni Enrico Bucher.
A versão oficial dada pela Agência Rio de Janeiro é a de que Celso foi morto ao tentar fugir no curso de uma diligência realizada para localizar o cativeiro do embaixador. A Comissão Nacional da Verdade (CNV) não confirma a veracidade dessa versão. Entretanto, o documento é o primeiro que confirma a morte de Celso. Hoje, 49 anos depois, o pai e mãe de Celso já faleceram e restou apenas o irmão mais velho, Sérgio, hoje com 72 anos. Ele ainda espera descobrir o que aconteceu com o irmão. Ele foi até a Comissão da Verdade em Brasília para prestar depoimento o grupo de trabalho Graves Violações de Direitos Humanos (Mortos e Desaparecidos) da CNV, e ainda procura informações sobre o desaparecimento do caçula.
João Adelino, pai de Celso, antes de falecer tentou por muito tempo achar respostas para o desaparecimento do filho. Ele foi à Brasília e ao Rio de Janeiro em busca de informações, mas nada foi esclarecido. João recebeu apenas uma indenização pelo desaparecimento de Celso.

## Prisão e Desaparecimento
Entre os dias 9 e 10 de dezembro de 1970, Celso foi preso pelo Centro de Informação da Aeronáutica (CISA), comandado pelo Capitão Barroso. E entregue ao Doi-Codi do Exército I. entre os dias 11 ou 18 de dezembro do mesmo ano. Segundo o relatório do DOPS/RJ, foi interrogado até o dia 29 de dezembro e em 30 de dezembro fugiu.
Ele era acusado por um suposto envolvimento no sequestro do embaixador suíço no Brasil, Giovanni Enrico Bucher, que aconteceu no dia 07 de agosto do mesmo ano. O sequestro foi realizado por integrantes da VPR, organização que participava. Eles exigiam do governo ditatorial a libertação de 70 presos políticos, em troca da liberdade do embaixador. A prisão de Celso ocorreu quando os órgãos de segurança e informações procuravam obter subsídios para identificar o local do cativeiro do embaixador.
De acordo com o Dossiê dos Mortos e Desaparecidos Políticos, com bases em denúncias feitas por outros presos políticos, Celso foi torturado pelos tenentes conhecidos como "Hulk", "Teles" e "James", no Doi-Codi. Sinfrônio Mesa Netto é outro preso político. Ele foi acareado com Celso, situação em que pôde constatar as torturas e maus tratos que o militante gaúcho vinha sofrendo. Em um dos interrogatórios a que foi submetido, contou que o participante da VPR prestou informações sobre o local em que o embaixador suíço, Giovanni Enrico, vinha sendo mantido. Segundo a versão oficial da Agência Rio de Janeiro do Serviço Nacional de Informações durante a diligência de verificação, segundo a versão oficial, Celso Gilberto teria empreendido uma tentativa mal sucedida de fuga, vindo, então, a falecer, após ser perseguido e baleado fatalmente. Segundo essa versão a morte havia ocorrido dia 04 de janeiro de 1971. Abaixo segue o documento na íntegra:
"O I-Ex realizou diligências, na madrugada do dia 30 de dezembro, para verificar se as declarações de Celso, [sic] sobre o local de guarda do Embaixador eram corretos [sic]. Os resultados dessas diligências foram negativos, mas quando a mesma se realizava, Celso desvencilhou-se dos elementos que o guardavam, e em desabalada carreira tentou a fuga embrenhando-se na vegetação que margeia a estrada, sendo perseguido e alvejado, falecendo em consequência dos tiros recebidos. "
O mesmo reconhecimento ocorre na Informação no 44/CISA-RJ, de 19 de janeiro de 1971, de autoria do Centro de Informações da Aeronáutica. Nesse documento, consta, em anexo, uma extensa lista de militantes, aliados e simpatizantes das organizações que faziam oposição ao regime militar. Nele está registrado eventuais codinomes e a situação de cada um (por exemplo, se a pessoa estava presa ou morta). Esse documento foi distribuído a inúmeros órgãos de segurança e informações, como a Agência Central do Serviço Nacional de Informações, o Centro de Inteligência do Exército e o Centro de Informações da Marinha. No documento, consta, Celso Gilberto de Oliveira, o “Alan”, como “falecido”. Mas, meses depois, a Informação no 160/CISA-BR, de 06 de outubro de 1971, registrava Celso como "preso", apenas.
O relatório do Ministro do Exército afirma que Celso fora preso pelo CISA em 9 de dezembro e entregue ao Doi-Codi do Exército I. dois dias depois. Consta que foi interrogado no dia 29, e teria admitido participação no sequestro do embaixador suíço no Brasil e dado informações sobre o local do cativeiro, o que ensejou uma diligência de verificação. Nessa ocasião, “comprovada a farsa [da informação], [Celso] empreendeu fuga e evadiu-se, fato confirmado pelo relatório da Operação Petrópolis de responsabilidade do Doi-Codi”.
Entretanto há mais versões. O relatório da Marinha, que diverge com as anteriores, ele aponta o dia 10 de dezembro como a data da prisão e registra que o preso foi levado para o quartel do Batalhão de Polícia do Exército, no dia 18. E o relatório da Aeronáutica que reitera a versão dada pelo Exército. Em todos os três casos, nada se diz detalhadamente sobre a morte de Celso Gilberto. Por outro lado, uma vez reconhecida, em fontes documentais, a morte de Celso Gilberto, resta também configurado o crime de desaparecimento forçado, por meio de ocultação de cadáver. Finalmente, registra-se a tentativa do DOI-CODI/I Ex. de encobrir a informação sobre a morte do militante, por meio da divulgação de um relatório em que consta que o prisioneiro teria simplesmente se evadido e não morrido, como de fato ocorreu, após perseguição e ferimentos mortais causados por balas.
A suposta morte em fuga pode ter acontecido aproximadamente a dez quilômetros do entroncamento da estrada com a Rio-Petrópolis.

### Investigação
O caso de Celso havia sido arquivado no regime, pelo Conselho em 25 de outubro de 1972 por unanimidade. O grupo do Conselho alegava que havia "falta de elementos" e não era possível continuar a investigação, então encerrou o caso. Mas a Comissão Nacional da Verdade (CNV) voltou a investigar. Diante das circunstâncias das investigações, pôde-se concluir que a vítima foi executada pelo Estado brasileiro, quando, supostamente tentava fugir dos agentes de segurança responsáveis pela sua vigilância, restando desconstruída a versão oficial de fuga, divulgada no relatório do Exército entregue ao Ministro da Justiça em 1993. Além de executar Celso Gilberto, os agentes do DOICODI/I Ex. cometeram o crime de desaparecimento forçado, por meio de ocultação de cadáver. Sem olvidar-se de registrar que, por parte das Forças Armadas, houve tentativa de esconder a morte de Celso Gilberto.
Ainda, existe uma declaração dada por Edson de Medeiros, ao Ministério Público Federal, e publicada pela Comissão da Verdade, em 12 de setembro de 2013 que também confirma a morte de Celso por agentes do Estado brasileiro. Edson é um médico brasileiro que foi preso pelo mesmo motivo do militante, mas em seu caso o envolvimento ao sequestro não existia. Ele conhecia Celso superficialmente porque moravam na mesma cidade, e um dos interrogatórios de Celso Edson acredita que o militante tenha tocado em seu nome e por isso o médico foi detido. Quando estava preso no Doi-Codi do Exército I, Edson declarou que em um dos seus interrogatórios, que um dos militares disse que não queria que acontecesse com o médico o mesmo que aconteceu com Celso, dando a entender que o militante havia sido morto. No documento de seu depoimento Edson ainda  afirma que isso foi dito por um dos policiais 'bonzinhos", e que ele assumiu que muitas vezes não conseguem controlar alguns agentes do Dói-Codi, apontando a violência do militares.
No ano de 2011, o governo brasileiro abriu uma investigação sobre a "Casa da Morte" em Petrópolis (RJ), o local se tratava de um centro clandestino de tortura e assassinato de opositores ao regime militar.  Com o codinome Codão – ficava na Rua Arthur Barbosa, 668, no bairro Caxambu. Era um cárcere privado mantido pelo Centro de Informações do Exército (CIE). Para ele eram levados os presos que poderiam ser convertidos em agentes duplos. Mas a função primordial era torturar e matar presos políticos sem deixar rastros. Isso incluiria a norma macabra de picotar os corpos. Para isso as vítimas eram enterradas com outros nomes. Assim, a investigação comparou a semelhança entre desaparecidos da ditadura militar, e corpos enterrados em Petrópolis. Foram achados 17 desaparecidos que poderiam estar enterrados no cemitério de Petrópolis. Entre essas pessoas existiam participantes do VPR, como Celso. Nessa investigação foram encontrados corpos em que as características coincidiam com as do militante. O resultado foi o de que ele podia ter sido sepultado com o nome de Milton Lentine em 24 de dezembro ou como José Roberto Loreti em 12 de dezembro.

## Homenagens
Atualmente existe a Rua Celso Gilberto de Oliveira, no Rio de Janeiro, em homenagem ao ex-militante gaúcho morto pela ditadura. O local se encontra no bairro Senador Camará.